# Charles Catterall
Charles Catterall (16 ottobre 1914 – 1º novembre 1966) è stato un pugile sudafricano.

## Palmarès

### Olimpiadi
- Argento a Berlino 1936 nei pesi piuma.

### Giochi dell'Impero Britannico
- Oro a Londra 1934 nei pesi piuma.